# Oğuz Atay
Oğuz Atay, né le 12 octobre 1934 à İnebolu et mort le 13 décembre 1977 à Istanbul, est un écrivain turc, pionnier du roman moderne et postmoderne en Turquie. Il est aujourd'hui considéré comme un auteur culte et une figure majeure de la littérature turque.

## Œuvres principales
- Topografya (Topographie) 1970 [1]
- Tutunamayanlar (Les Décrochés), 1972
- Tehlikeli Oyunlar (Les Jeux dangereux), 1973
- Bir Bilim Adaminin Romani (Le Roman d'un scientifique), 1975
- Oyunlarla Yaşayanlar (Vivre avec les jeux) 1979
- Günlük (Quotidien) 1987
- Korkuyu Beklerken (recueil de nouvelles, traduit en français par Jocelyne Burkmann et Ali Terzioglu. En guettant la peur, Paris, Éditions l'Harmattan, mars 2010